# Микашевичи
Микаше́вичи (бел. Мікашэ́вічы) — город в Лунинецком районе Брестской области Республики Беларусь. Расположена железнодорожная станция Микашевичи.
Численность населения — 12 027 человек (на 1 января 2025 года).

## География
Город расположен на крайнем востоке Брестской области, в 4-5 км от границы с Гомельской областью. Расстояние от Микашевичей до Лунинца составляет 47 км, до Бреста — 275 км, до Минска — 195 км. Площадь города составляет 16 км². Характер рельефа города в основном равнинный, изредка встречаются зоны низменностей.

## История
Согласно данным археологии, заселение людьми нынешнего города Микашевичи началось в 1690 году.
Название Микашевичи образовалось от коллективного прозвища, связанного в свою очередь с разговорной формой христианского личного имени. Основание Микашевичей следует связывать с кем-то с именем Микаш — народной формой имени Михаил либо Миколай.
Развитию города в межвоенный период способствовала деятельность фанерно-лесопильного завода, который был одним из крупнейших в Польской Республике.
1796 году в местечке действовала Микашевичская железообрабатывающая мануфактура. С XIX века деревня Ленинской волости Мозырского уезда. С периода образования Полесской железной дороги — местечко и станция. С 1921 года в составе Польши, с 1939 года в БССР, с 1940 года рабочий посёлок в Ленинском районе Пинской области (с 1954 в Брестской области), в 1950—1960 годах центр Ленинского района, с 1960 года в Лунинецком районе, с 2005 года город.
Образование Микашевичского сельсовета как административно-территориальной единицы Ленинского района Пинской области произошло в январе 1940 года. 
8 июня 1950 года центр Ленинского района перенесён в рабочий посёлок Микашевичи, название района сохранилось. 8 марта 1956 года в состав рабочего посёлка Микашевичи включена деревня Рудня. 
С 20 января 1960 года в связи с упразднением Ленинского района посёлок в составе Лунинецкого района.
27 июня 1961 года сельсовет упразднён, населённые пункты включены в состав Микашевичского поссовета. 
С 25 августа 2005 года Микашевичский поссовет преобразован в горсовет, Микашевичи получили статус города районного подчинения.
До 2017 года являлся административным центром Микашевичского сельсовета.

## Население

### Численность
Численность населения — 12 027 человек (на 1 января 2025 года).
На 1 января 2023 года численность жителей Микашевичей составила 12 395 человек.

### Динамика
| Численность населения:                                                                          |
| Графики недоступны из-за технических проблем. См. информацию на Фабрикаторе и на mediawiki.org. |

| Год       | 1959 | 1970 | 1979 | 1989   | 2001   | 2011   | 2018   | 2020  | 2021  | 2023    | 2024 | 2025    |
| --------- | ---- | ---- | ---- | ------ | ------ | ------ | ------ | ----- | ----- | ------- | ---- | ------- |
| Население | 100  | 4056 | 7620 | 12 777 | 13 676 | 12 964 | 12 665 | 12924 | 12771 | ▼12 395 |      | ▼12 027 |

Анализ ретроспективного движения населения показывает, что особенно интенсивный рост его наблюдался в период с 1979 по 1990 годы, когда ежегодный прирост составлял порядка 40—50 человек на 1 тысячу жителей и численность жителей в этот период увеличилась в 1,8 раза.
Высокие темпы прироста населения обеспечивались как за счёт естественного, так и механического движения, но основной составляющей в увеличении населения был механический прирост.
Рост численности населения города обеспечивался под воздействием внутренней миграции сельского населения и приезда
населения из других районов и городов на постоянное место жительства. Это объясняется потребностью в специалистах в связи с развитием промышленности, других отраслей и социальной инфраструктуры городского поселения.
С 2000 года по настоящее время дальнейшего увеличения численности населения не наблюдается: наоборот, обозначилась тенденция последовательного снижения численности городского населения в пределах от 20 до 50 человек ежегодно.

### Плотность
Плотность населения на территории города Микашевичи составляет 300 человек на гектар.

### Возрастные группы
В структуре населения по возрасту возрастная группа 40-49 лет составляет пятую часть всего населения. Население младших возрастных групп по отношению к названной группе составляет 56 %, а население старших возрастных групп — 25 %. Таким образом, возрастная структура населения в целом является благоприятной, так как среди населения моложе 54 лет, разделённого на пятилетние возрастные группы, каждая предыдущая возрастная группа своим количеством в основном замещает каждую последующую возрастную группу.
Город характеризуется высоким процентом населения трудоспособного возраста: в общей численности населения удельный вес лиц моложе трудоспособного возраста составляет 20,9 %, в трудоспособном возрасте — 67,4 % и старше трудоспособного возраста — 11,7 %. Из них занято в экономике 6,4 тысячи человек.

### Рождаемость
В 2017 году в Микашевичах родилось 170 и умерло 119 человек. Коэффициент рождаемости — 13,4 на 1000 человек (средний показатель по району — 11,8, по Брестской области — 11,8, по Республике Беларусь — 10,8), коэффициент смертности — 9,4 на 1000 человек (средний показатель по району — 13,9, по Брестской области — 12,8, по Республике Беларусь — 12,6). Уровни рождаемости и смертности в Микашевичах выше, чем в Лунинце.

## Транспортная система

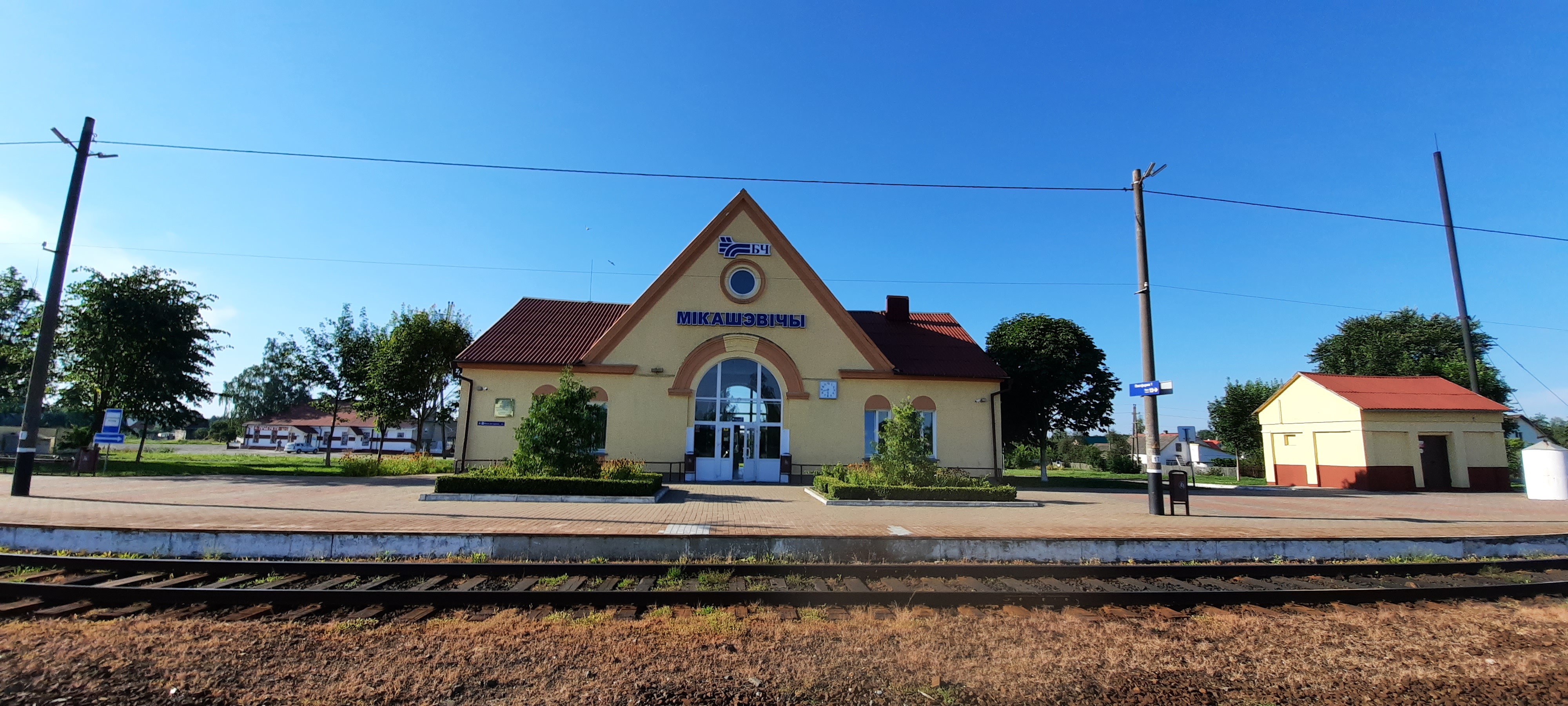
Железнодорожная станция

Город пересекают железнодорожная магистраль Брест — Гомель, автомобильная дорога Гомель — Кобрин, а также судоходная река Припять. Меридиональные связи города осуществляются по автомобильной дороге общегосударственного значения Микашевичи — Слуцк — Минск. Расположена железнодорожная станция.
Общественные пассажирские перевозки и перевозку грузов выполняет республиканское унитарное дорожно-транспортное предприятие «Автомобильный парк № 6» и порт «Микашевичи» республиканского унитарного транспортного предприятия «Гомельское речное пароходство». В транспортную инфраструктуру входят автостанция, железнодорожный вокзал, грузовая станция «Ситница».

## Экономика
Город активно начал развиваться после 1975 года после завершения строительства производственного объединения «Гранит», а затем камнеобрабатывающего завода и завода железобетонных изделий. С 1986 года город оказался в числе населённых пунктов, пострадавших от аварии на Чернобыльской атомной электростанции, в зоне с плотностью загрязнения от 1 до 15 кюри на квадратный километр. Последовавшие мероприятия, проводившиеся по программам ликвидации последствий радиоактивного загрязнения и социально-экономической реабилитации, отразились на развитии, современном демографическом и социально-экономическом состоянии производственных объектов, объектов социальной инфраструктуры и инженерно-технической сферы. На территории города ведут хозяйственную деятельность 3 промышленных предприятия с правом юридического лица, 11 малых предприятий, 192 индивидуальных предпринимателя. Предприятия представляют в основном строительную отрасль.
Производством промышленной продукции занимаются:
- Республиканское унитарное производственное предприятие «Гранит». Местные разрабатываемые им месторождения диорита — уникальный белорусский карьер. Известность получил с лёгкой руки кинорежиссёров, которые превратили владения РУПП «Гранит» в декорацию кинолент последнего десятилетия (глубина кинематографического места — 135 метров или минус два метра над уровнем моря. В будущем «каменный актёр» зароется ещё глубже — до минус 14 метров)
- Республиканское унитарное предприятие «Спецжелезобетон»
- Республиканское производственное унитарное предприятие «Униформ»
- Производственная база (КУП) коммунального унитарного предприятия «Кубгранит».

Предприятия города поставляют на экспорт щебень, трубы напорные и безнапорные, шпалы, конструкции сборные железобетонные, шпалы железнодорожные, продукцию камнеобработки и другие виды продукции.
Город Микашевичи занимает серединное положение в богатом полезными ископаемыми Микашевичско—Житковичском регионе, что гарантирует его перспективное развитие. РУПП «Гранит» (добыча и переработка строительного камня) и карьер находятся западнее посёлка соответственно в 5 и 3,5 км. Карьер длиной 1,5 км, шириной 2,2 км, глубиной 140 м.

## Инфраструктура
Почтовую и электрическую связь обеспечивают районные узлы почтовой и электрической связи, а также 2 сотовых оператора «А1» и «МТС».
Жилищно-коммунальное хозяйство обслуживают коммунальное унитарное многоотраслевое производственное предприятие жилищно-коммунального хозяйства «Микашевичское ЖКХ», участок коммунального унитарного предприятия водопроводно-канализационного хозяйства «Лунинецкий водоканал» и предприятие электросетей РУП «Брестэнерго», Микашевичский участок газового хозяйства районного производственного предприятия «Лунинецрайгаз», 4 жилищно-строительных кооператива.
Данные предприятия обслуживают 186 многоквартирных, 1007 одноквартирных жилых домов и 7 общежитий. Общая площадь жилых помещений составляет 294,3 тысячи м²; при этом 97 торговых объектов и 10 предприятий общественного питания заняты в сфере торгового обслуживания населения. Работает рынок по продаже продовольственных и промышленных товаров. Платные услуги населению оказывают более 25 предприятий.
Служба быта представлена предприятиями коммунального унитарного предприятия по оказанию услуг «Лунинецкий комбинат бытового обслуживания» и свыше 30 индивидуальными предпринимателями, оказывающими различный спектр услуг.
Денежно-кредитную сферу обслуживают отделение «Сбер Банк» и «Беларусбанк».
Социальная сфера в здравоохранении представлена больницей на 150 коек, поликлиникой на 300 посещений в смену, в которых работают 31 врач и 143 человека среднего медицинского персонала. Имеется санаторий-профилакторий «Свитанок».

## Образование
Образовательная сеть насчитывает 3 средних школы, 4 детских дошкольных учреждения, филиал центра детского творчества. В школах города обучаются 4320 учащихся, 900 детей посещают детские сады. В школах созданы профильные классы и группы с повышенным уровнем изучения отдельных предметов. Иностранный язык изучается с начальной школы. Всеми видами дифференцированного обучения в старших классах охвачен каждый второй школьник.

## Спорт

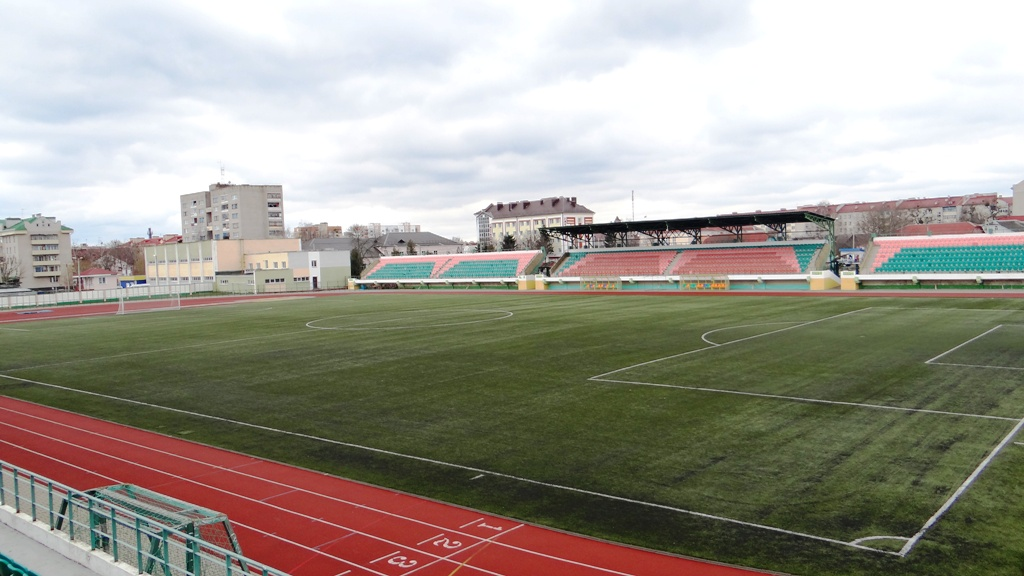
Стадион "Полесье"

Для занятий спортом имеется стадион, автомобильная школа «ДОСААФ», отделения детско-юношеской спортивной школы, бассейн. В Высшей лиге чемпионата Беларуси по футболу неоднократно выступал ФК «Гранит» (в сезоне 2020 выступает в Первой лиге). 
В 2023 году был основан футбольный клуб "Микашевичи", выступающий во Второй лиге чемпионата Беларуси Брестского дивизиона. Финалист кубка Брестской области 2024, победитель 2 дивизиона Второй лиги Брестского дивизиона. 

## Культура
В городе работает дворец культуры, 2 библиотеки и музыкальная школа.

### Музеи
- Историко-краеведческий музей ГУО «Микашевичская гимназия имени В. И. Недведского»
- Экологический музей ГУО «Средняя школа № 1 г. Микашевичи»
- Музей ГУО «Средняя школа № 2 г. Микашевичи»
- Музей РУПП «Гранит»

## События и мероприятия
- 16 мая 2019 года Микашевичи принял эстафету огня II Европейских игр[14]
- 2024 год — областной фестиваль «Дажынкi»

## Достопримечательности
- Братская могила, ул. Советская, в сквере —  Историко-культурная ценность Республики Беларусь, шифр 113Д000452
- Братская могила[15] —  Историко-культурная ценность Республики Беларусь, шифр 113Д000467
- Православная церковь в честь Рождества Иоанна Предтечи
- Церковь
- Католическая часовня в приспособленном кирпичном здании
- Школа (здание 1904 года постройки)
- Еврейское кладбище
- Застройка
- Музей и смотровая площадка гранитного карьера «Микашевичи» РУПП «Гранит»

### Памятник, скульптура
- Памятник В. И. Ленину
- Памятник на братской могиле евреев, убитых нацистами и полицаями 6 августа 1942 года (1992)

## Галерея

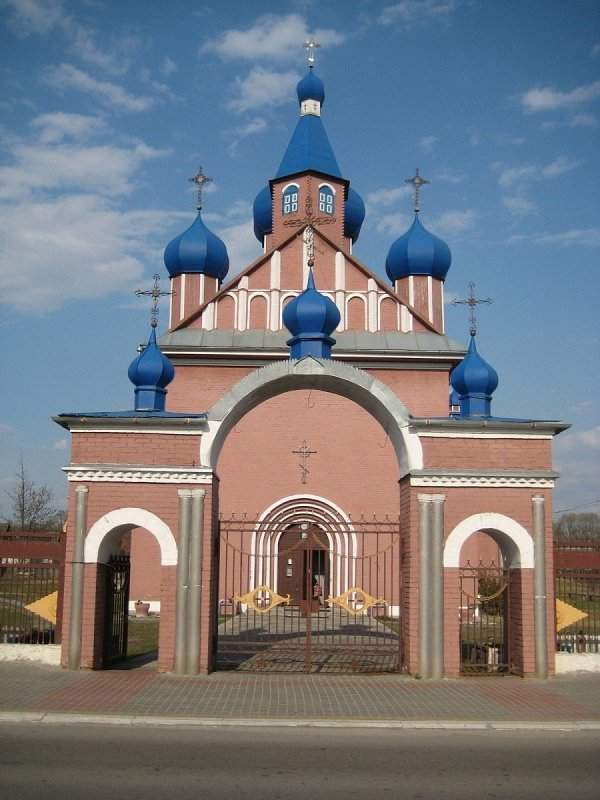
Церковь в честь Рождества Иоанна Предтечи
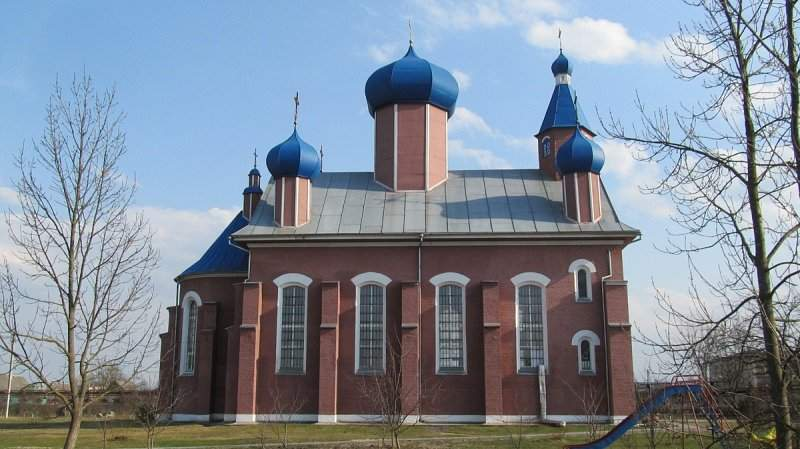
Церковь (вид с боку)
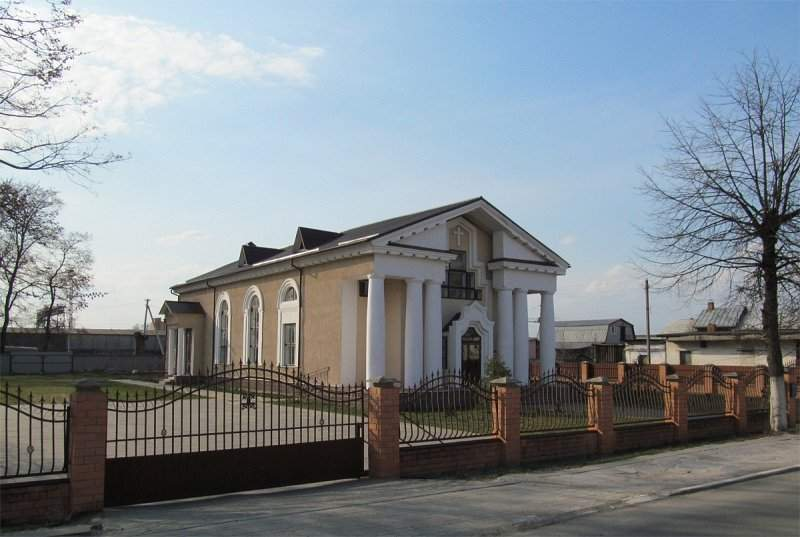
Церковь евангелистов
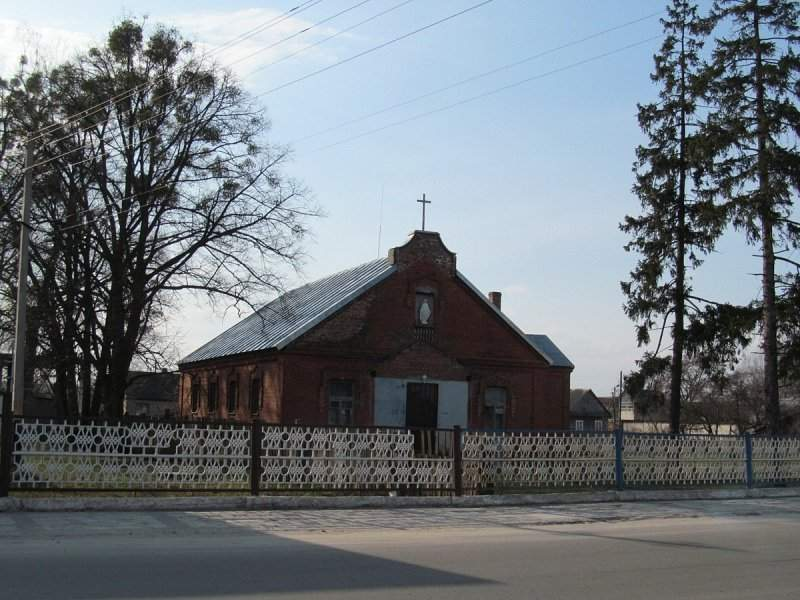
Католическая часовня
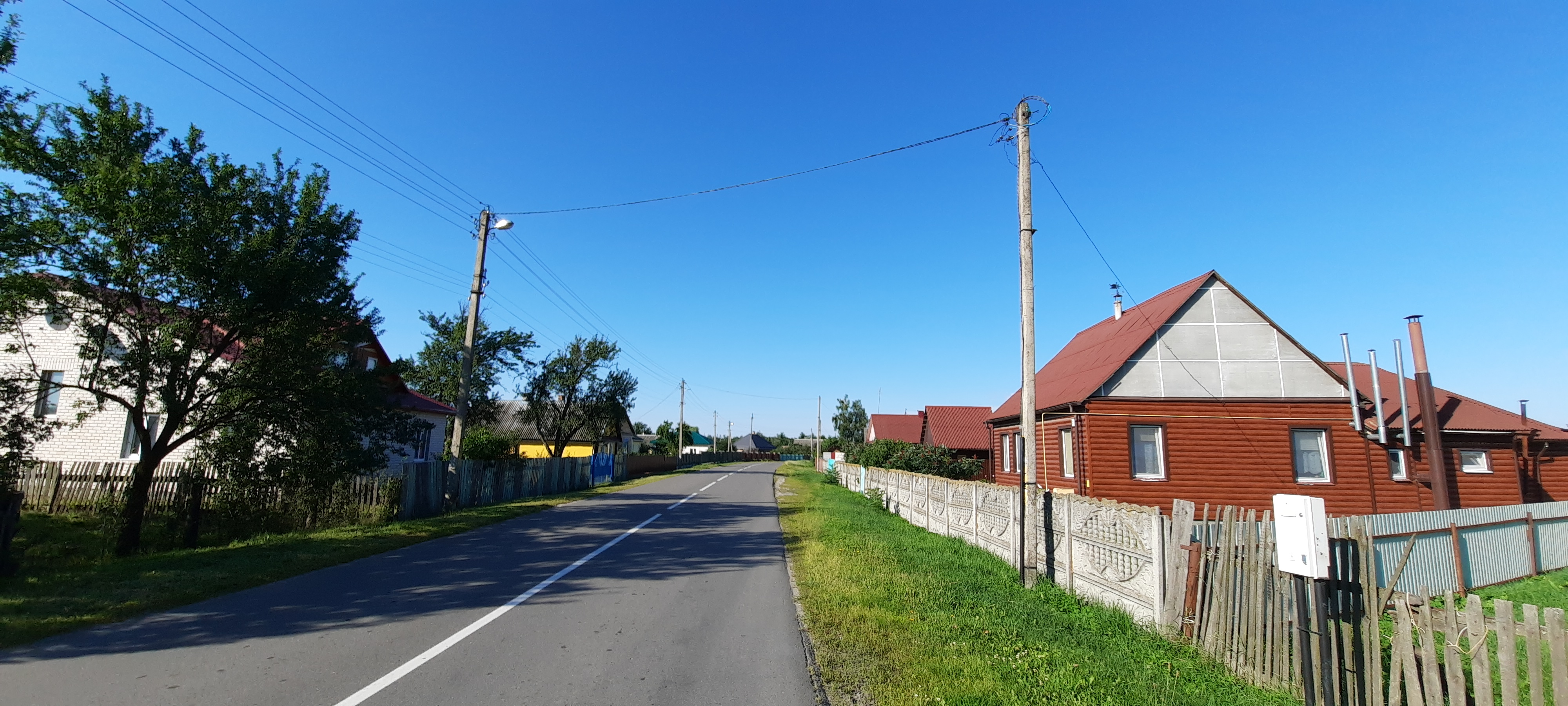
Улица Маяковского
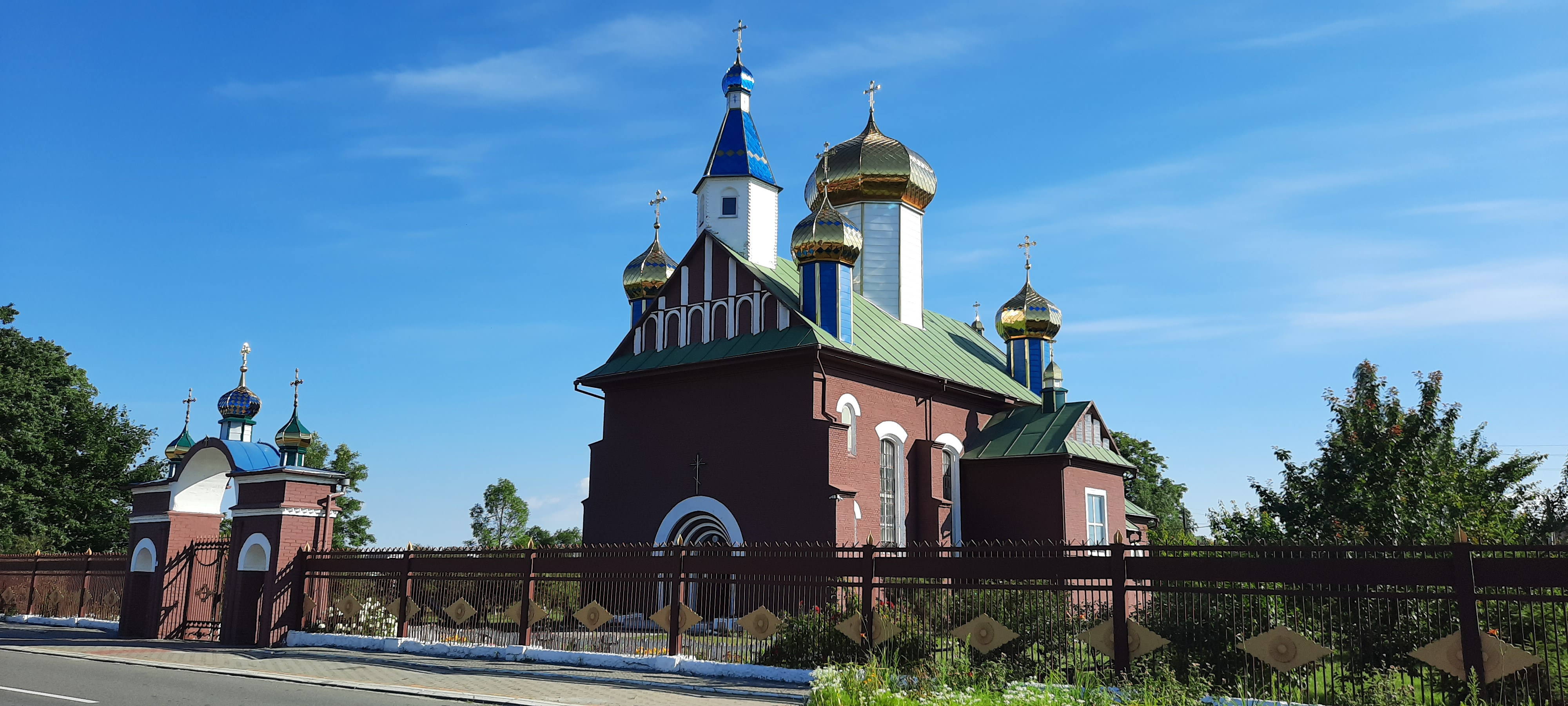
Церковь